# Christian Klein (Politiker)
Christian Klein (* 20. Juni 1981 in Gera) ist ein deutscher Verwaltungsjurist, politischer Beamter und Politiker (CDU). Seit Dezember 2024 ist er Staatssekretär im Thüringer Ministerium für Justiz, Migration und Verbraucherschutz.

## Leben
Klein legte 1998 den Realschulabschluss und 2001 am Albert-Schweitzer-Gymnasium in Gera das Abitur ab. Ab 2001 studierte er Rechtswissenschaft an der Friedrich-Schiller-Universität Jena. 2007 legte er das erste, 2010 das zweite juristische Staatsexamen ab. Von 2010 bis 2016 war er als Rechtsanwalt bei einer Anwaltskanzlei in Gera und Nürnberg tätig. Von 2011 bis 2024 war er für die Evangelische Kirche in Mitteldeutschland (EKM) tätig. 2011 war er Fachreferent im Referat Allgemeines Recht/Verfassungsrecht im Landeskirchenamt, 2012 Referatsleiter im Referat Finanzrecht im Landeskirchenamt der EKM. Von 2013 bis 2024 war er Leiter des Rechnungsprüfungsamts der EKM. Von 2020 bis 2022 absolvierte er ein weiterführendes Studium des Kanonischen Rechts an der Universität Wien, das er mit dem Master of Laws abschloss.
Klein ist Mitglied der CDU und seit 2014 CDU-Kreisvorsitzender in Gera. Seit 2004 ist er Mitglied des Stadtrats von Gera. Er ist Vorsitzender der dortigen CDU-Fraktion. Seit 2024 ist er außerdem Ortsteilbürgermeister des Geraer Stadtteils Lusan. Bei den Landtagswahlen in Thüringen 2014, 2019 und 2024 kandidierte er jeweils im Wahlkreis Gera II, verfehlte jedoch den Einzug in den Landtag.
Im Zuge der Bildung des Kabinetts Voigt wurde Klein am 19. Dezember 2024 zum Staatssekretär im von Beate Meißner geleiteten Thüringer Ministerium für Justiz, Migration und Verbraucherschutz ernannt.
Klein ist evangelisch-lutherisch, verheiratet und Vater von zwei Kindern.